# Lemba
Lemba – lud liczący ok. 70–100 tys. osób, zamieszkujący południową Afrykę – głównie RPA i Zimbabwe, niewielkie grupy żyją też w Mozambiku i Malawi.
Lemba używają języka należącego do rodziny bantu; znaczna większość z nich wyznaje judaizm, pozostali są zazwyczaj chrześcijanami. Trudnią się głównie rolnictwem i hodowlą zwierząt (w tym pasterstwem); część pracuje w przemyśle (zwłaszcza górnictwie).
Lemba, jakkolwiek reprezentują typ negroidalny i wyglądem zewnętrznym nie różnią się zasadniczo od innych czarnych mieszkańców tego regionu, deklarują pochodzenie od Żydów i w zdecydowanej większości wyznają własną odmianę judaizmu. Według własnych (ustnych) tradycji ich przodkowie wywodzą się z terenów Bliskiego Wschodu. Jeszcze 2,5 tys. lat temu mieli oni żyć na terenie Judei, następnie wyemigrowali na obszary dzisiejszego Jemenu, potem do Afryki Wschodniej i stopniowo wędrowali coraz bardziej na południe. Odkrycie przez europejskich odkrywców i kolonizatorów judaistycznej społeczności na południu Afryki dało podstawy do wysuwania hipotez, jakoby Lembowie byli potomkami jednego z zaginionych plemion Izraela. Badania genetyczne przeprowadzone w latach 90. XX wieku potwierdzają, iż część przodków tego ludu ma bliskowschodnie korzenie – ponad połowa mężczyzn Lemba posiada chromosom Y typowy dla Semitów.
Mimo pewnych przesłanek wskazujących na żydowskie pochodzenie tego ludu Lemba nie są uznawani za Żydów przez środowiska rabinackie. Nie ma dowodów na to, iż ich semiccy przodkowie istotnie byli Żydami (a nie np. proto-Arabami) ani też nie można ustalić, kiedy nastąpiła ich migracja na południe, a co za tym idzie – czy zbiegała się ona w czasie z deportacją ludności żydowskiej po podboju Królestwa Izraela przez Asyrię i spowodowanym przez nią tzw. zaginięciem 10 plemion. Ponadto zasady prawa judaistycznego (halacha) dla uznania za Żyda nakazują wykazanie pochodzenia od matki-Żydówki (ewentualnie, jak w judaizmie reformowanym – od żydowskiego ojca), czego w przypadku Lembów nie można dowieść. Z tego też względu Lembów nie obejmuje izraelskie prawo powrotu (możliwość aliji, tj. osiedlenia się w Izraelu i nabycia obywatelstwa tego kraju dla każdego człowieka, który wykaże żydowskie pochodzenie i wyznaje judaizm).